# Бюлов, Генрих фон
Генрих фон Бю́лов (нем. Heinrich von Bülow; 16 сентября 1792, Шверин — 6 февраля 1846, Берлин) — прусский государственный деятель.

## Биография
Генрих фон Бюлов происходил из старинного мекленбургского дворянского рода Бюловов и родился в семье обергофмаршала Бернгарда Иоахима фон Бюлова. Бюлов учился в монастырской школе в Гюстрове, в 1810 году поступил на юридический факультет Йенского университета, затем продолжил образование в Гейдельберге и Женеве. В 1813 году поступил на службу в звании лейтенанта в вальдемонский корпус и был назначен адъютантом полковника русской армии Августа Людвига Фердинанда фон Ностица. Неоднократно отличился во время Освободительной войны в Германии.
После войны Бюлов поступил на дипломатическую службу, работал при статс-министре Вильгельме Гумбольдте во Франкфурте-на-Майне и Лондоне. Вернувшись в Пруссию, курировал в министерстве иностранных дел торговлю и судоходство. Бюлов успешно инициировал создание таможенного союза, заключив соответствующие договоры с соседними странами. В качестве посла Пруссии в Лондоне с 1827 года продвигал идею таможенного союза. Заслужил доверие английских государственных деятелей и великолепно показал себя на переговорах по Бельгии и восточному вопросу. Осенью 1841 года Бюлов был назначен послом при парламенте во Франкфурте, но уже 2 апреля 1842 года заступил на должность министра иностранных дел, сменив графа Мортимера фон Мальтцана. Вместе с военным министром Германом фон Бойеном придерживался в правительстве либеральной линии, но оказывал лишь незначительное влияние на общий политический курс.
Пережив тяжёлый инсульт, Бюлов подал королю прошение об отставке в августе 1845 года и вернулся из Франкфурта в Тегель. Состояние его душевного здоровья продолжало ухудшаться вплоть до его смерти в феврале 1846 года.

## Семья
10 января 1821 года Генрих фон Бюлов женился на младшей дочери Вильгельма Гумбольдта Габриэле. В браке родилось семеро детей:
- Габриэла (1822—1854), замужем за Леопольдом фон Лоэном (1815—1895)
- Аделаида (1823—1889)
- Каролина (1826—1887)
- Тереза (1829—1841)
- Констанца (1832—1920)
- Вильгельм (1836—1836)
- Бернгард Ганс (1838—1889)